# Balitai
Balitai (kinesiska: 八里台, 八里台镇) är en köping i Kina. Den ligger i storstadsområdet Tianjin, i den norra delen av landet, omkring 21 kilometer söder om stadens centrum. Antalet invånare är 59 177. Befolkningen består av 26 806 kvinnor och 32 371 män. Barn under 15 år utgör 16,0 %, vuxna 15-64 år 77 %, och äldre över 65 år 5,0 %.